# 悖论列表
大多數的邏輯悖論是由正確的命題與前提，以及一系列正確的推理，得出的與假設相矛盾之結果。悖論常使人類發現追求真理的過程或是語言、知識中存在的盲點，進而使人類省思、修改。例如：羅素悖論，以簡明的形式撼動了數學與邏輯的大廈。也例如連鎖悖論，讓人類發現語言中的含糊性質。本條目是一個關於悖論的列表：

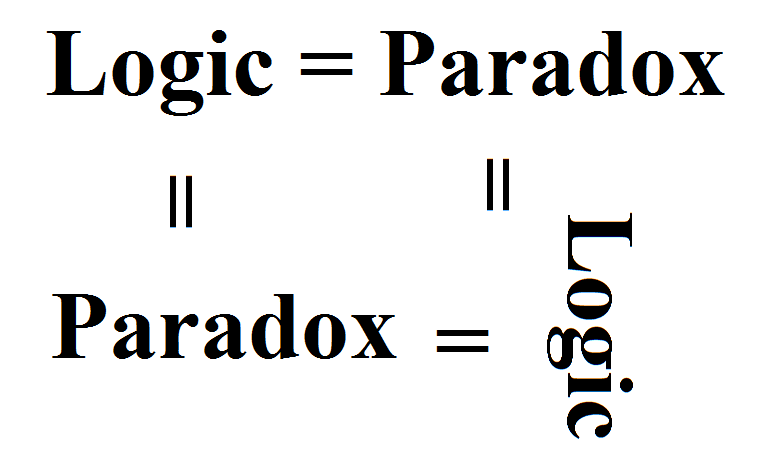
Jag_Logic_and_Paradox

（以下悖論條目部分為真實性悖論和謬誤悖論）

## 語意邏輯悖論
- 說謊者悖论
- 鱷魚悖論
- 苏格拉底悖论
- 唐·吉诃德悖论
- 皮諾丘悖論
- 連鎖悖論（堆垛悖論）
- 道家悖論
- 全能悖論
- 四句 (佛教)
- 一切法不受悖論
- 柯里悖論
- 佩里悖論（英语：Berry paradox）

## 古希腊悖论
- 芝诺悖论：
  - 飞矢不动
  - 游行队伍悖论
  - 阿基里斯悖論
  - 两分法悖论
  - 湯姆生的燈悖論
- 說謊者悖論

## 數理悖論
- 集合论悖论
  - 罗素悖论（书目悖论）
  - 理发师悖论
  - 柯里悖论
  - 希爾伯特旅館悖論
  - 康托爾悖論
  - 布拉利-福爾蒂悖論
  - 斯科倫悖論
- 数理逻辑悖论
  - 停机问题
  - 哥德尔不完备定理
  - 飲者悖論
  - 理查茲悖論
- 概率學悖论
  - 生日悖論
  - 意外絞刑悖論（老虎悖論）
  - 聖彼得堡悖論
  - 阿萊悖論
  - 艾爾斯伯格悖論
  - 伯特蘭悖論
  - 錢包悖論
  - 彩票悖論（英语：Lottery paradox）
  - 紐康伯悖論
  - 睡美人問題
  - 蒙提霍爾問題
  - 辛普森悖論
- 統計學悖論
  - 辛普森悖論
  - 阿拉巴馬悖論
- 幾何學悖論
  - 潘洛斯階梯
  - 失蹤的正方形
  - 斯梅爾悖論

## 物理學悖論
- - 命定悖論
  - 祖父悖論
  - 薛定谔猫
  - 爱因斯坦-波多尔斯基-罗森悖論
  - 法拉第弔詭
  - 孿生子悖論
  - 莫特問題
  - 馬克士威妖
  - 黑洞資訊悖論
  - 貝爾太空船悖論
  - 達朗貝爾佯謬
  - 波茲曼大腦
  - 費米悖論
  - 達朗貝爾佯謬
  - 弓箭手悖論
  - 諾頓穹頂悖論

## 經濟學悖論
- 鑽石與水悖論
- 節儉矛盾
- 索洛悖論
- Jevons悖論

## 天文學悖論
- 奧伯斯悖論
- 年輕太陽黯淡佯謬

## 醫學與生物學悖論
- 法國悖論
- 佩托悖論
- 利文索爾佯謬

## 決策論與博弈論悖論
- 阿萊悖論
- 布里丹之驢
- 投票悖论
- 發明者悖論
- 蒙提霍爾問題
- 阿罗悖论
- 紐康伯悖論
- 全知者悖論
- 彩票悖論（英语：Lottery paradox）
- 錢包悖論
- 艾爾斯伯格悖論
- 聖彼得堡悖論
- 意外絞刑悖論（老虎悖論）

## 其他悖论
- 相對與絕對
- 有趣数字悖论
- 雙面真理說
- 先有雞還是先有蛋
- 奶油貓悖論
- 布雷斯悖論
- 忒修斯之船
- 烏鴉悖論
- 穩定-不穩定悖論
- 伊比鳩魯悖論
- 坑人二十二
- 半費之訟